# Старое Субханкулово
Старое Субханкулово (баш. Иҫке Собханғол) — село  в Туймазинском районе Республики Башкортостан Российской Федерации. Входит в состав Субханкуловского сельсовета.

## География

### Географическое положение
Расстояние до:
- районного центра (Туймазы): 10 км,
- центра сельсовета (Субханкулово): 1 км,
- ближайшей ж/д станции (Туймазы): 10 км.

## История
Село было основано как Субханкулово башкирами Кыр-Еланской волости Казанской дороги на собственных вотчинных землях.
9 февраля 2008 года Субханкулово переименовано в Старое Субханкулово.
До 2008 года село входило в состав Нуркеевского сельсовета.

## Население
| 2002 | 2009 | 2010 |
| ---- | ---- | ---- |
| 386  | ↗487 | ↗784 |

## Известные уроженцы, жители
- Аюпов, Рафгетдин Талипович (1914—1987) — нефтяник, Герой Социалистического Труда, машинист нефтеперекачивающей станции «Субханкулово».
- Галлямов, Мунир Нафикович (род. 26 октября 1927) — инженер-нефтяник. Кандидат технических наук (1972).